# ダドリー・ムーア
ダドリー・ステュアート・ジョン・ムーア（Dudley Stuart John Moore, CBE, 1935年4月19日 - 2002年3月27日）は、イギリスの俳優、コメディアン、ミュージシャンである。アカデミー賞にノミネートされ、ゴールデングローブ賞を受賞した。
ムーアの名が世に知られたのは、1960年代初期に『Beyond the Fringe』の4人の脚本兼出演者のうちの一人としてであった。それからさらにピーター・クックと結成していた二人組の一方として徐々に有名になった。喜劇俳優として非常に有名になったのは、ボー・デレクと組んだ『テン』や、『ミスター・アーサー』といった1970年代後半から1980年代前半にかけてのハリウッド映画での成功のおかげであった。
カドリー・ダドリー (Cuddly Dudley) としてもよく知られている。

## 経歴

### 若年期
ムーアはイギリスのエセックス州ダゲナムで鉄道電気技師の息子として生まれた。労働者階級に属する両親は、子供たちにあまり愛情を示さなかった（そのことについては彼の姉が公表している）。5フィート2インチ半（1.59メートル）と目立って背が低かった。また生まれつきの内反足のために長期の加療を必要とした。そのことと背が低いこととを合わせて、他の子供たちにからかわれた。いじめられる辛さから逃れるため、6歳のときコーラス隊に入り、ピアノやバイオリンを始めた。ピアノとオルガンの腕はめきめきと上達し、14歳のときには教会の結婚式でパイプオルガンを演奏していた。また、親切な教師ピーター・コークが音楽奨学金を提供してくれたおかげでダゲナム郡立高校に通うことができた。コークはムーアにとって無二の親友となり、1994年まで交際があった。
オクスフォード大学モードリン校で音楽と作曲を学び(オルガン専攻であった)、オクスフォード・レビューにおいてアラン・ベネットと共演した。このときベネットはムーアを『Beyond the Fringe』のプロデューサーに推薦したが、このコメディは多くの人から『空飛ぶモンティ・パイソン』の先駆けとなった作品と見られている。『Beyond the Fringe』は1960年代の風刺ブームの嚆矢であった。イギリスで大ヒットした後、舞台をアメリカに移し、そこでもまたヒットした。
大学時代、ムーアはジャズに強く興味を持つようになり、すぐに名ジャズピアニスト、作曲家となり、ジョン・ダンクワースやクレオ・レインといった一線のミュージシャンたちとともに活動した。1960年にはダンクワースのバンドを『Beyond the Fringe』に参加させた。その後、高く評価されることになる「ダドリー・ムーア・トリオ」(ドラムはクリス・カラン、ベースはピート・マガーク後にピーター・モーガン)を1960年代に結成した。1963年にはDeccaレーベルより、トリオによる『The Other Side of Dudley Moore』を発表。これは「My Blue Heaven」、「Lysie Does It」、「Poova Nova」、「Take Your Time」、「Indiana」、「Sooz Blooz」、「Bauble, Bangles and Beads」、「Sad One for George」、「Autumn Leaves」という曲を含んだモノラルのLP盤であった。トリオはイギリスのテレビに定期的に出演し、また数多くのレコーディングを行って、ピーター・クックのクラブ「The Establishment」にも長期間出演していた。
ムーアは映画『悪いことしましョ!』、『Inadmissible Evidence』、『ふたりは恋人』、『オータム・ストーリー』のサウンドトラックの製作に関わった。
1970年代前半には、パーティで知り合ったイギリス人シンガーソングライター、リンジー・ディ・ポールと短い間付き合いがあった。

### ピート・アンド・ダド
「The Establishment」の後、ニューヨークに渡り、イギリスに帰国後、BBCで独自のシリーズ番組のオファーを受けた。『Not Only... But Also』（1965年）の枠がムーアに任されたが、ピーター・クックをゲストに招いたときから、2人のコンビに注目が集まり、番組内の定番となった。クックとムーアといえば、何といっても、2人の労働者を描いた「ピート・アンド・ダド(Pete and Dud)」が思い浮かぶ。レインコートに布帽子といういでたちで政治や芸術を語るのである。たいてい、クック演じる上流階級の変人にインタビューする役をムーアが演じるという、1回限りのキャラクターのシリーズものを作り上げた。二人は素材を脚本化するのに変則的な方法を編み出したが、その方法とはテープレコーダーを使って適当にアドリブを演じたものを録音し、そこから起こしたり編集したりするのである。この方法では出来上がった脚本を十分にリハーサルする時間がないため、カンペをよく使っていた。ムーアの死体役が有名で、番組はそのまま続行し、クックがムーアにスタジオの観客より大きいリアクションをさせようとでもするかのようにわざと笑わせるのであった。なお、こういった独創性に富んだテレビショーのビデオやフィルムは、多くが後にBBCに廃棄されてしまったが(たとえば『ドクター・フー(Doctor Who)』など、他のイギリスのテレビ作品の大部分も同じように失われてしまっている)、しかしながらサウンドトラックの一部(レコードとして発売された)は生き残った。
ムーアとクックは映画『悪いことしましョ!』（1967年）でエレノア・ブロンとともに共演し、さらに『Behind the Fridge and Good Evening』というツアーを行った。『悪いことしましョ!』は2000年にブレンダン・フレイザーとエリザベス・ハーレイの主演でリメイクされた。
1970年代の後半に「デレク・アンド・クライヴ」名義でリリースされた3枚のアルバムについては、卑猥な言葉遣いやショッキングかつ思いつき的な内容により、多方面から酷評された。この直後の『Ad Nauseam』においてムーアはクックと決別した。クックが映画の仕事に専念できないほどのアルコール依存症に冒されていたからである。ムーアに後に死に至る原因となった病(進行性核上性麻痺 PSP, progressive supranuclear palsy)の症状が現れ始めたとき、最初は彼にもアル中の疑いが向けられた。ムーアが初期に演じた役のうちの二つは、一つが名ばかりの酔っ払いプレイボーイ、アーサーであり、もう一つは『テン』のそれほどでもない大酒飲みジョージ・ウェバーであった。

### 後半生
1970年代の後半、ムーアはハリウッドに移り、そこで『ファール・プレイ』（1978年）にゴールディ・ホーンやチェビー・チェイスとともに出演し、デビューを飾った。次の年には出世作となったブレイク・エドワーズの『テン』に出演し、さらに映画『ダドリー・ムーアのモーゼの気分で』と続いた。すぐその後に『テン』よりさらに大きなヒットとなった『ミスター・アーサー』が続いた。この映画にはライザ・ミネリやジョン・ギールグッド(厳しくも愛情深い管理人の役でオスカーを獲得した)、ジェラルディン・フィッツジェラルドらも出演していた。
ムーアはアカデミー賞主演男優賞にノミネートされたが、『黄昏』のヘンリー・フォンダに敗れた。しかし、1984年にはゴールデングローブ賞のミュージカル・コメディ部門で主演男優賞を獲得した。ムーアはもう一つのヒット作、ブレイク・エドワーズ監督の『結婚ダブルス ミッキー&モード』で主演を務め、エイミー・アーヴィングと共演した。この作品で再度ゴールデングローブ賞のミュージカル・コメディ部門主演男優賞を獲得した。
『ミスター・アーサー2』や、『キング・コング』のアニメ化作品などを含め、その後の映画では評価的にも興業的にもパッとしなかった。後にクックは『ミスター・アーサー』よりも『ミスター・アーサー2』のほうが好きだと主張してムーアを奮い立たせようとした。
ムーアは俳優だけでなく作曲家やピアニストとしての活動も継続しており、多くの映画の曲を書き、ピアノの演奏を提供したが、それらの作品には好みのクラシック音楽のパロディが特徴的に見られた。さらに、指揮者ゲオルク・ショルティと共同して1991年のテレビシリーズ『Orchestra!』を製作。これは一般大衆に交響楽のオーケストラを紹介するための番組であった。後にアメリカの指揮者マイケル・ティルソン・トーマスとともに、似たようなテレビシリーズ『Concerto!』を1993年から手がけたが、やはりこれも一般大衆にクラシック音楽のコンツェルトを紹介するものであった。1984年、ドイツのナスターシャ・キンスキーを共演に迎えてのサスペンスコメディ『殺したいほど愛されて』では歳の離れた妻への疑惑に煩悶する世界的指揮者に扮し、指揮やヴァイオリン演奏を披露。音楽家兼コメディアンの本領を発揮した。
1987年、ピアニストでもある音楽評論家のレナ・フラクターからニューヨーク・タイムズの取材を受けた。二人は親密な友人となった。このころにはすでにムーアの映画界での活動は下火になっていた。実は台詞を覚えることができない障害に悩まされていたが、それまでにそういう問題に出くわした経験はなかった。ピアノに専念する道を選び、フラクターをアーティストとしてのパートナーにと考えた。アメリカやオーストラリアで二人はデュオとして活動した。しかし、やがて病状が明らかになりはじめ、指が思うとおりに動かなくなってきた。ろれつの回らないしゃべりやバランスを失った動きは、大衆やメディアによってアルコール中毒の症状として解釈された。ダドリー・ムーア自身が、この症状について何ら説明することができずにいた。ニュージャージーのフラクターの家族の家に引っ越し、そこに5年滞在したが、そのことがフラクターの結婚生活やムーアとの友情に大きな負荷を与えてしまい、とうとうムーアを隣の家に移してしまった。
ムーアは1995年のピーター・クックの折り悪しき死によって取り乱してしまい、何週間にもわたって定期的にロンドンのクックの家に電話をかけては、返事の電話がかかってきて親友の声が聞けるのを待っていたりした。ムーアはクックの葬儀に参列したが、彼を知るたくさんの人がその振る舞いのおかしいことに気付いて、それはきっと失望か飲酒によるのだろうと見られた。1995年11月にムーアは友人たちとユーモア作家のマーチン・ルイスを集めてクックの一泊お別れ会をロサンゼルスで開き、ホストのルイスを補助した。

### 栄誉
2001年6月、ムーアは大英帝国勲章司令官(CBE)に叙勲された。病状がよくないにもかかわらず式典に出席し、バッキンガム宮殿において、車椅子に乗り無言のまま勲章を授与された。

### 私生活
ムーアは結婚と離婚を4度している。その相手はいずれも女優のスージー・ケンドール、チューズデイ・ウェルド（1976年に息子パトリックをもうけた）、ブローガン・レイン、そしてニコール・ロスチャイルド（1995年に息子ニコラスが生まれている）である。
ケンドールとは特に良好な関係を維持しており、またウェルドやレインともそうであった。しかしながら、ロスチャイルドには自身の葬儀に出席することを明確に禁止した。病状が明らかになってきたころ、ロスチャイルドとの離婚に非常に苦労したが、なんとこのころ、ロサンゼルスで彼女だけでなくその前夫まで共同生活していたのである。
ムーアはハリウッドでも屈指の魅力的な女性たちと付き合ったり、あるいは好まれていたが、その中には彫刻のような美しさを持つスーザン・アントンも含まれていた。

### 病と死
1998年6月、ニコール・ロスチャイルドがアメリカのテレビ番組において、ムーアは深刻な病のため「余命いくばくもない」と発表したが、これはスージー・ケンドールによって否定された。
1999年9月30日、ムーアはPSP (進行性核上性麻痺)による末期の退行性脳障害に冒されており、年内までの命と診断されたことを公表した。
2002年3月27日、麻痺によって二次的に引き起こされた肺炎が原因でニュージャージー州ワチャングにて死去。66歳。亡くなったときレナ・フラクターがその手を握っており、最期の言葉が「僕を取り巻いている音楽が聞こえる」であったことを伝えた。ムーアはニュージャージー州スコッチ・プレインズのヒルサイド墓地に埋葬された。フラクターは後に2人の思い出を出版した（『Dudley Moore』Ebury Press, 2004年）。
2004年12月、イギリスの「チャンネル4」は、ムーアとクックの関係をドラマ化したテレビ映画『Not Only But Always』を放送したが、作品はクックのほうに焦点があてられていた。同じ時期、この2人の関係は『Pete and Dud: Come Again』という舞台の題名にもなった。

## 主な映画出演
| 公開年 | 邦題 原題                                                   | 役名                                 | 備考                      |
| ------ | ----------------------------------------------------------- | ------------------------------------ | ------------------------- |
| 1966   | The Wrong Box                                               | ジョン                               |                           |
| 1967   | 悪いことしましョ! Bedazzled                                 | スタンリー・ムーン                   |                           |
| 1969   | モンテカルロ・ラリー Monte Carlo or Bust!                   | バリントン                           |                           |
| 1969   | リチャード・レスターの不思議な世界 The Bed Sitting Room     | 軍曹                                 |                           |
| 1972   | 不思議の国のアリス Alice's Adventure in Wonderland          | ヤマネ                               |                           |
| 1978   | ファール・プレイ Foul Play                                  | スタンリー・ティベッツ               |                           |
| 1978   | The Hound of the Baskervilles                               | ワトソン博士                         |                           |
| 1979   | テン 10                                                     | ジョージ                             |                           |
| 1980   | ダドリー・ムーアのモーゼの気分で Wholly Moses!              | ハーヴィー／ハーシェル               |                           |
| 1981   | ミスター・アーサー Arthur                                   | アーサー・バック                     | ゴールデングローブ賞 受賞 |
| 1982   | オータム・ストーリー Six Weeks                              | パトリック・ダルトン                 |                           |
| 1983   | Lovesick                                                    | ソウル・ベンジャミン                 |                           |
| 1983   | ロマンチック・コメディ Romantic Comedy                      | ジェイソン                           |                           |
| 1984   | 殺したいほど愛されて Unfaithfully Yours                     | クロード・イーストマン               |                           |
| 1984   | おかしな関係 Best Defense                                   | ワイリー・クーパー                   |                           |
| 1984   | 結婚ダブルス/ミッキー&モード 'Micki + Maude                 | ロブ・サリンジャー                   | ゴールデングローブ賞 受賞 |
| 1985   | サンタクロース Santa Claus: The Movie                       | パッチ                               |                           |
| 1987   | ハモンド家の秘密 Like Father Like Son                       | ジャック・ハモンド／クリス・ハモンド |                           |
| 1988   | ミスター・アーサー2 Arthur 2: On the Rocks                  | アーサー・バック                     | 兼製作総指揮              |
| 1990   | クレイジー・ピープル Crazy People                           | エモリー                             |                           |
| 1992   | ベルボーイ狂騒曲/ベニスで死にそ〜 Blame It on the Bellboy   | メルヴィン・オートン                 |                           |
| 1993   | フライング・ピクルス The Pickle                             | プラネット・クリーヴランド・マン     | クレジットなし            |
| 1996   | ケビン・ジョンソンの失踪 The Disappearance of Kevin Johnson | 本人                                 |                           |
| 1998   | The Mighty Kong                                             | カール・デナム／キングコング         | 声の出演                  |

## イギリス シングルチャート
- 『Goodbye-ee』(1965) Peter Cook and Dudley Moore名義
- 『The L.S. Bumble Bee』(1967) Peter Cook and Dudley Moore名義
- 『Song for Suzy』(1972) Dudley Moore Trio名義